# 富良野看護専門学校
富良野看護専門学校 （ふらのかんごせんもんがっこう）とは、北海道富良野市にある市立専修学校。

## 概要
- 富良野地域の看護師不足に対応するために1994年4月に開設された。
- 富良野市や市内の医療機関からの奨学金制度があり、また、JR富良野駅前に学生寮を設置しており、経済的に就学が困難な学生や遠方からの学生の受け入れにも対応している。
- 1989年3月にフジテレビ系列で放映されたTVドラマスペシャル「北の国から '89帰郷」撮影時は当専門学校の開校前であり、登場人物の黒板蛍は旭川市内の看護学校に通学しているという設定であった。

## 沿革
- 1993年（平成5年）
  - 12月15日 - 学生寮竣工
  - 12月16日 - 看護婦養成所指定
- 1994年（平成6年）
  - 1月24日 - 校舎竣工
  - 2月18日 - 専修学校（専門課程）設置認可
  - 4月8日 - 校舎・学生寮新築落成式
  - 4月12日 - 開校・第1期生入学式
  - 8月31日 - スポーツ交流広場・全天候型テニスコート2面竣工
- 1997年（平成9年）3月10日 - 第1期生卒業式

## 設置学科
- 看護学科 （3年制・昼間）

## 所在地
- 北海道富良野市弥生町5-1

## 取得できる資格・免許状

### 看護学科
- 専門士称号
- 看護師国家試験受験資格
- 保健師・助産師学校（保健師助産師看護師養成所）および養護教諭養成学校受験資格